# Paspalidium chapmanii
Paspalidium chapmanii là một loài thực vật có hoa trong họ Hòa thảo. Loài này được (Vasey) R.W.Pohl mô tả khoa học đầu tiên năm 1992.